# Náboženství Středoafrické republiky

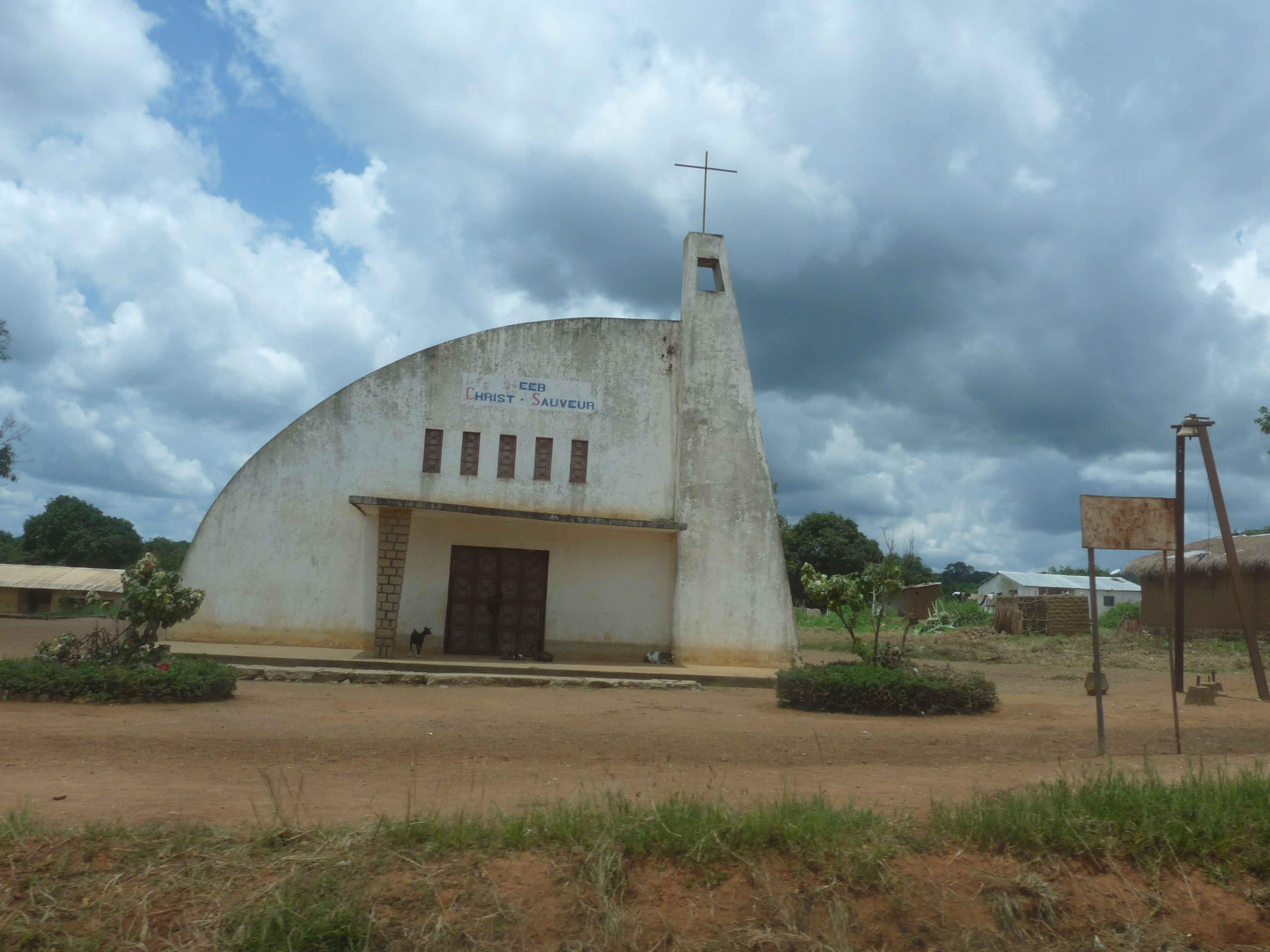
Baptistický kostel v Bouaru na západě Středoafrické republiky

Nejrozšířenější náboženství ve Středoafrické republice jsou křesťanství, animismus a islám. Křesťanství vyznává 50%, animismus 35% a islám 15% obyvatelstva. Animismus, ačkoli oproti oběma zbylým náboženstvím není organizovaný, silně ovlivňuje křesťanskou většinu .
Křesťané tvoří polovinu všech obyvatel. Dělí se na katolíky a protestanty, přičemž obě strany mají víceméně stejný počet vyznavačů (shodně 25%). Tamní římskokatolická církev spadá pod duchovní vedení papeže a kurie v Římě. V zemi existuje devět diecézí, z toho jedna arcidiecéze:
- Alindao
- Bambari
- Bangassou
- Bangui (arcidiecéze)
- Berbérati
- Bossangoa
- Bouar
- Mbaïki
- Kaga–Bandoro

Ve Středoafrické republice se křesťanství značně prolíná s tradičním náboženstvím. Obyvatelé křesťanství přijali později pod vlivem misionářů a kolonizátorů, většina obyvatel se považují za křesťany, ale přitom u nich stále přetrvávají zvyky a rituály z tradičního náboženství. Pro obyvatele jde zcela o přirozenou věc. Z tohoto důvodu různé zdroje uvádějí rozlišné procentuální zastoupení věřících. Počet křesťanů se ve Středoafrické republice odhaduje na 35 – 50% populace. Vzhledem k mísení s tradičním náboženstvím však může být věřících ještě mnohem více.
Islám je po křesťanství druhým nejvyznávanějším organizovaným náboženstvím v zemi. Většina muslimů žije na severu země, při hranicích se silně muslimským Čadem.